# Palazzo Tirelli (Reggio Emilia)
Palazzo Tirelli (già Gabbi) è un edificio sito in via Gabbi 16, nel centro storico di Reggio Emilia.

## Storia e descrizione
Il palazzo fu costruito nel XVII secolo per i marchesi Gabbi che lo vendettero ai nobili Tirelli nei primi dell'Ottocento. 
Questi, a loro volta, ne vendettero una parte negli anni settanta del Novecento alla Società del Casino, sfrattata dalla storica sede del teatro municipale, che tuttora la possiede.
Attualmente vi ha sede anche il Rotary Club di Reggio Emilia.
L'ampio scalone porta alle stanze del piano nobile del palazzo che sono ornate da stucchi e affreschi del pittore reggiano Prospero Zanichelli. Il salone centrale, alto 13 metri, reca affreschi e otto grandi quadri del modenese Francesco Vellani (1688-1768) che mostrano scene classiche omeriche: Convito di eroi, Giudizio di Paride, Ratto di Elena, Peone ferito, Ifigenia in Aulide, Strazio di Ettore, Diomede ferisce Venere e Fuga di Enea.

## Galleria d'immagini

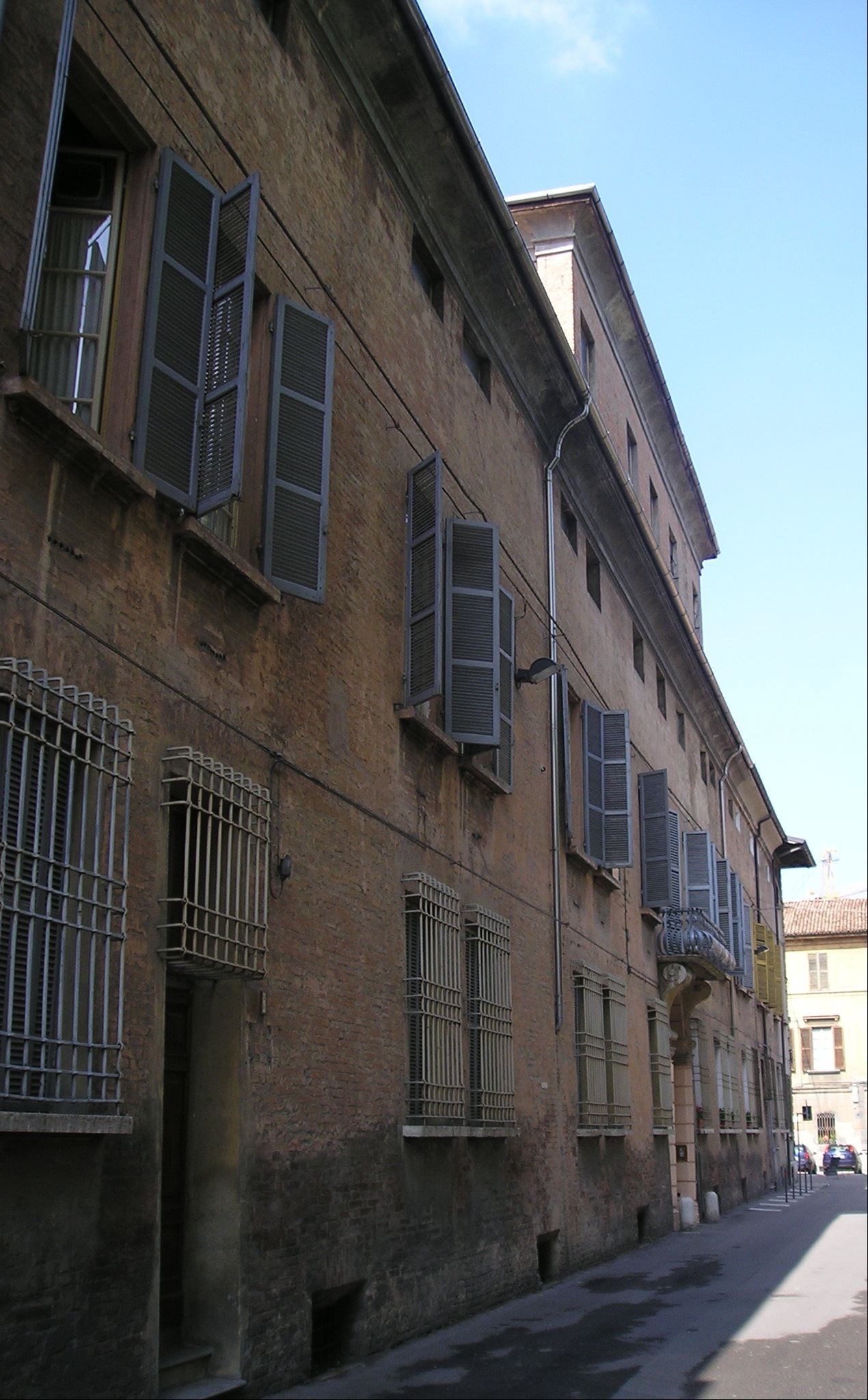
Facciata di palazzo Tirelli
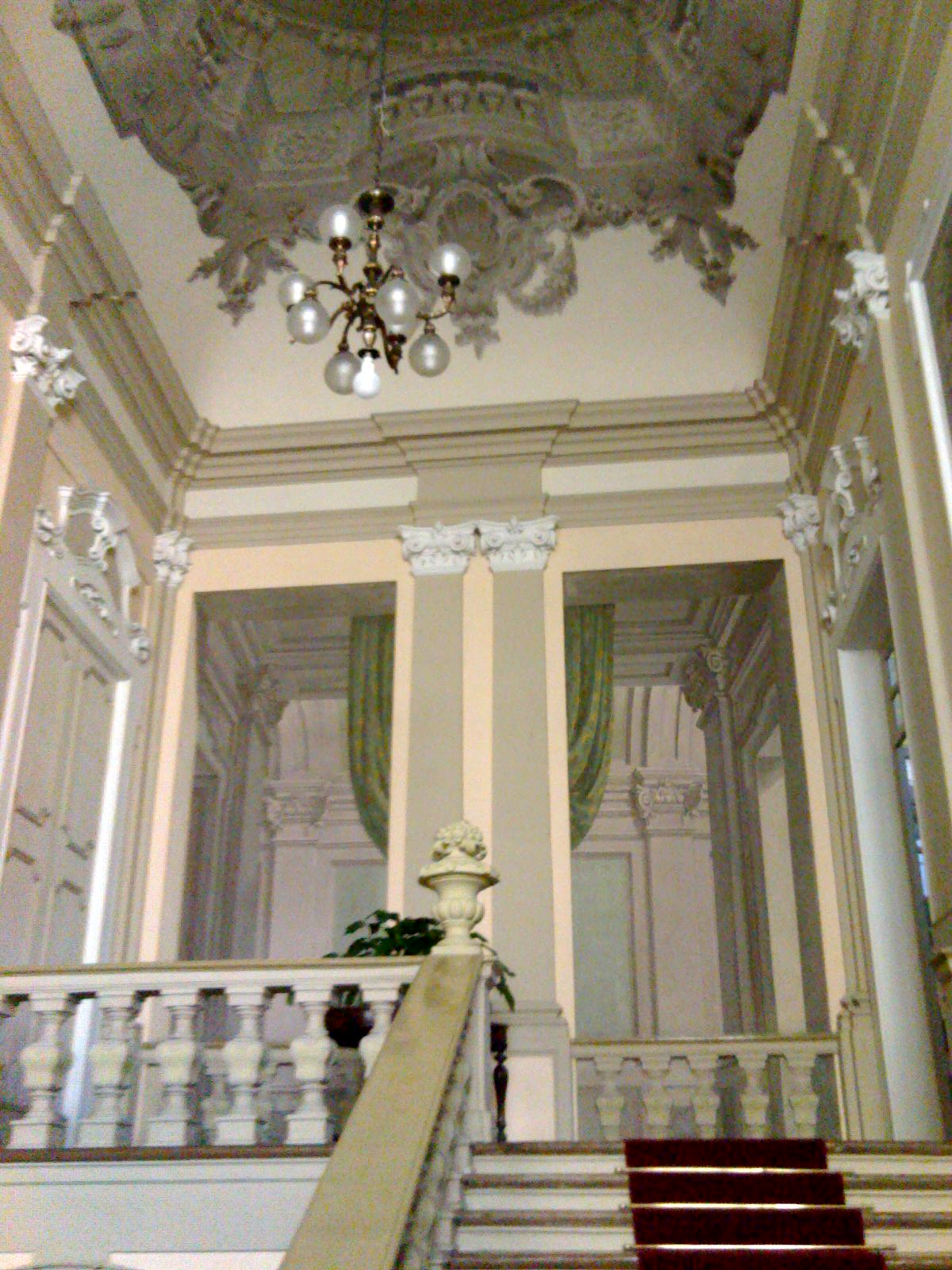
Cima dello scalone
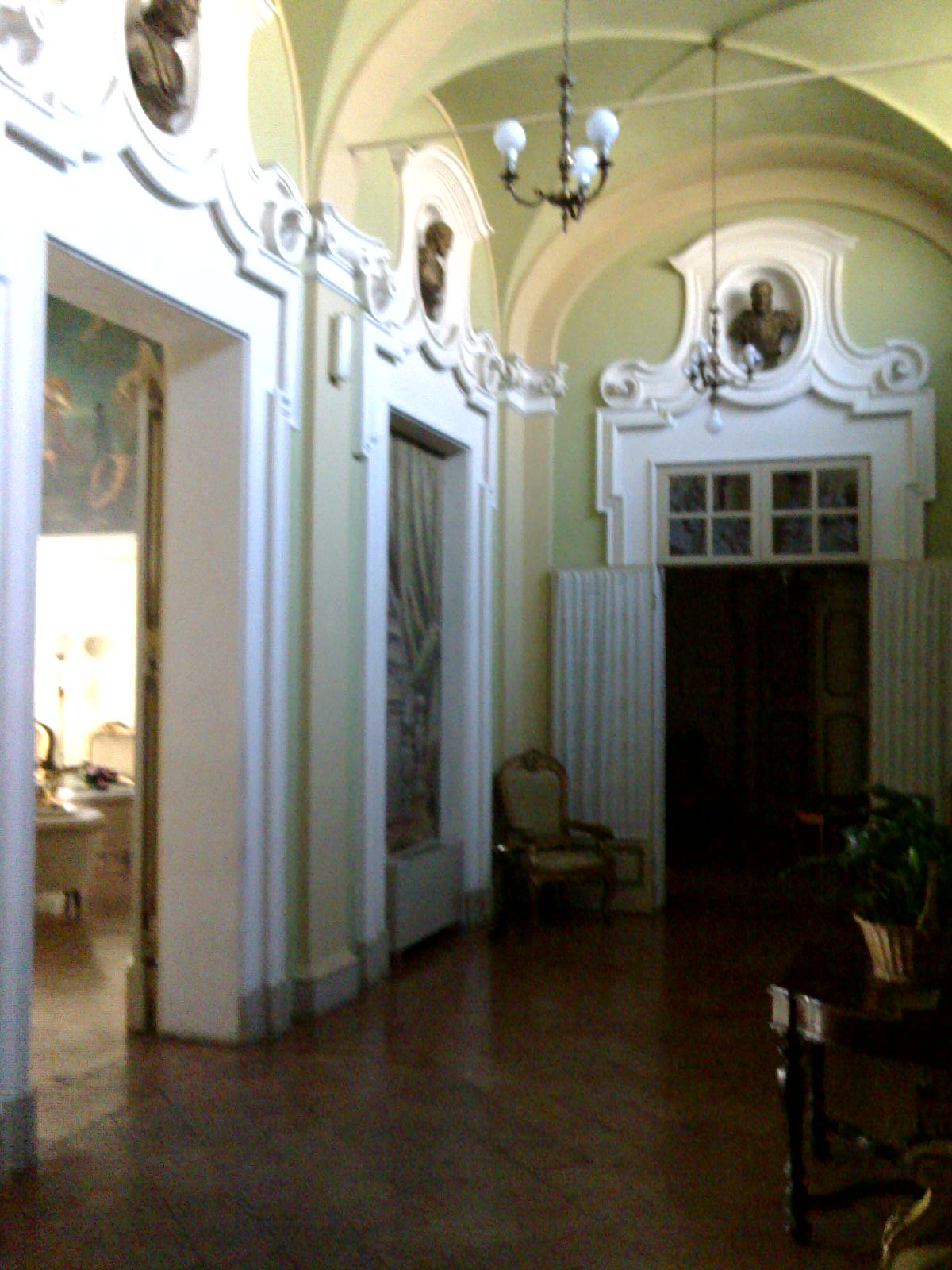
Veranda